# Yasemin Begüm Dalgalar
Yasemin Begüm Dalgalar (ur. 8 czerwca 1988 w Stambule) – turecka koszykarka,  występująca na pozycji silnej skrzydłowej, reprezentantka Turcji, olimpijka.

## Osiągnięcia
Stan na 22 marca 2024, na podstawie, o ile nie zaznaczono inaczej.

### Drużynowe
- Mistrzyni Turcji (2006–2011)[3][4][5][6]
- Wicemistrzyni EuroCup (2013)
- Zdobywczyni:
  - Pucharu Turcji (2006–2009)[4]
  - Superpucharu Turcji (2007, 2010)
- Finalistka:
  - Pucharu Turcji (2010)
  - Superpucharu Turcji (2006, 2008, 2009)

### Indywidualne
(* – nagrody przyznane przez portal eurobasket.com)
- Najlepsza nowo przybyła zawodniczka ligi tureckiej (2007)*[3]
- Zaliczona do I składu najlepszych nowo przybyłych zawodniczek ligi tureckiej (2008)*[4]

### Reprezentacja

#### Seniorek
- Brązowa medalistka mistrzostw Europy (2013)
- Uczestniczka:
  - igrzysk: 
    - olimpijskich (2012 – 5. miejsce)[7][8]
    - śródziemnomorskich (2009 – 5. miejsce)

  - mistrzostw świata (2014 – 4. miejsce)
  - kwalifikacji:
    - olimpijskich (2012 – 1. miejsce)
    - do Eurobasketu (2017 – 5. miejsce)

#### Młodzieżowe
- Uczestniczka mistrzostw Europy:
  - U–20 (2007 – 4. miejsce, 2008 – 7. miejsce)
  - U–18 (2005 – 10. miejsce, 2006 – 10. miejsce)
  - U–16 (2003 – 11. miejsce, 2004 – 8. miejsce)